# Norman Deeley
Norman Victor Deeley (* 30. November 1933 in Wednesbury; † 3. September 2007 ebenda) war ein englischer Fußballspieler. Der nur 1,63 Meter große Außenstürmer gewann in den Jahren 1958 und 1959 mit den Wolverhampton Wanderers die englische Meisterschaft – dazu 1960 den FA Cup – und bestritt zwei A-Länderspiele für England.

## Karriere
Statt sich dem von seinem Vater geliebten Klub West Bromwich Albion anzuschließen, heuerte Norman Deeley im Schüleralter beim Rivalen Wolverhampton Wanderers an und bereits im Alter von erst 16 Jahren kam er zu ersten Spielen in der Reservemannschaft. Zuvor hatte er bereits in der Schülernationalmannschaft auf sich aufmerksam gemacht und mit einer Größe von nur knapp über 1,30 Meter wirkte er nur scheinbar „verloren unter Riesen“, da er diesen Mangel mit technischen Fertigkeiten kompensierte. Im Dezember 1950 unterschrieb er bei den „Wolves“ seinen ersten Profivertrag und als rechter Außenläufer, der Deeley zu Beginn seiner Laufbahn war, debütierte er im August 1951 anlässlich eines 2:1-Heimsiegs gegen den FC Arsenal. Es folgten sporadische Einsätze in der ersten Mannschaft, darunter auch einige als Halbstürmer, bevor er nach der Absolvierung des Wehrdiensts in der Saison 1953/54 mit sechs Ligaspielen ein wenig zum Gewinn der englischen Meisterschaft  beitrug.
Beim 4:4 in der Charity-Shield-Partie gegen West Bromwich Albion schoss Deeley im August 1954 das erste Tor für das Profiteam und noch immer wirkte er aufgrund seiner geringen Größe etwas exotisch. Die langfristige Perspektive schien zudem vage, da Trainer Stan Cullis Wert darauf legte, dass seine Mannschaft eine besondere physische Präsenz in den Spielen zeigte. Zum Ende der Saison 1956/57 arbeitete sich Deeley aber kontinuierlich in die erste Mannschaft und zeigte auf der linken Außenbahn große Laufbereitschaft. Während der Sommertournee durch Südafrika kurz darauf spielte er sich endgültig in den Vordergrund und feierte in der Saison 1957/58 auf der rechten Flügelposition seinen Durchbruch – die Abgänge des Routiniers Johnny Hancocks und des bei Cullis in Ungnade gefallenen Harry Hooper hatten den Rechtsaußenposten vakant werden lassen. Deeley schoss 23 Tore, war damit hinter Mittelstürmer Jimmy Murray zweitbester Schütze des Teams und gewann die englische Meisterschaft. Ausgestattet mit einer überdurchschnittlichen Spielintelligenz, war Deeley mit seinem Freund und ebenfalls technisch beschlagenen Peter Broadbent Ausgangspunkt des schnellen Aufbauspiels; dazu bildete er mit dem erfahrenen Linksaußen Jimmy Mullen eine „Flügelzange“. Gleich in der darauf folgenden Saison verteidigte Deeley mit den Wolves den Ligatitel, wobei er vor allem im Jahr 1959 oft für Mullen auf die linke Seite auswich. Auf dem Höhepunkt seiner Schaffenskraft kam er dann während einer Südamerika-Tournee im Mai 1959 auch zu zwei A-Länderspielen für England, die aber mit 0:2 (gegen Brasilien im Maracanã) und 1:4 (gegen Peru im Estadio Nacional) beide verloren gingen und Trainer Walter Winterbottom dazu veranlassten, künftig auf Deeley zu verzichten.
Einen dritten englischen Meistertitel in Folge verpasste Deeley mit den Wolverhampton Wanderers in der Saison 1959/60 nur knapp. Dafür steuerte er im FA-Cup-Endspiel zwei Tore zum 3:0-Finalsieg gegen die Blackburn Rovers bei und Deeley galt hier in mehrerer Hinsicht als entscheidender Akteur, da er beim Stand von 1:0 dem gegnerischen Dave Whelan in der 43. Minute das Bein brach – Schiedsrichter Kevin Howley wertete die Aktion nicht als Foulspiel – und damit die Rovers entscheidend benachteiligt wurden, denn Auswechslungen waren zu diesem Zeitpunkt noch nicht erlaubt. In der Spielzeit 1960/61 kam Deeley zum vierten Mal in Folge auf eine zweistellige Torausbeute, aber langsam neigte sich die beste Zeit dem Ende entgegen. Im Februar 1962 fiel er einem weitgehenden Umbau in der Mannschaft zum Opfer und wechselte zu Leyton Orient nach London.
Mit dem neuen Klub gelang Deeley in den restlichen Partien der Aufstieg in die oberste englische Spielklasse, aber in seiner letzten Saison 1962/63 als Profi konnte auch er die direkte Rückkehr in die Zweitklassigkeit nicht verhindern. Letzte Stationen waren danach in den unteren Ligen Worcester City (162 Pflichtspiele, 44 Tore), die Bromsgrove Rovers und der FC Darlaston, wo er seine aktive Laufbahn im Jahr 1974 auch beendete. Anschließend arbeitete Deeley im Gemeindezentrum Caldmore in Walsall und lebte bis zum Tod im September 2007 in seiner Geburtsstadt Wednesbury.

## Erfolge
- Englischer Meister: 1957/58, 1958/59
- Englischer Pokalsieger: 1959/60
- Charity Shield: 1954 (geteilt), 1959